# Bizen

Este artigo é sobre a cidade, sobre a antiga província do Japão com o mesmo nome, veja Província de Bizen.

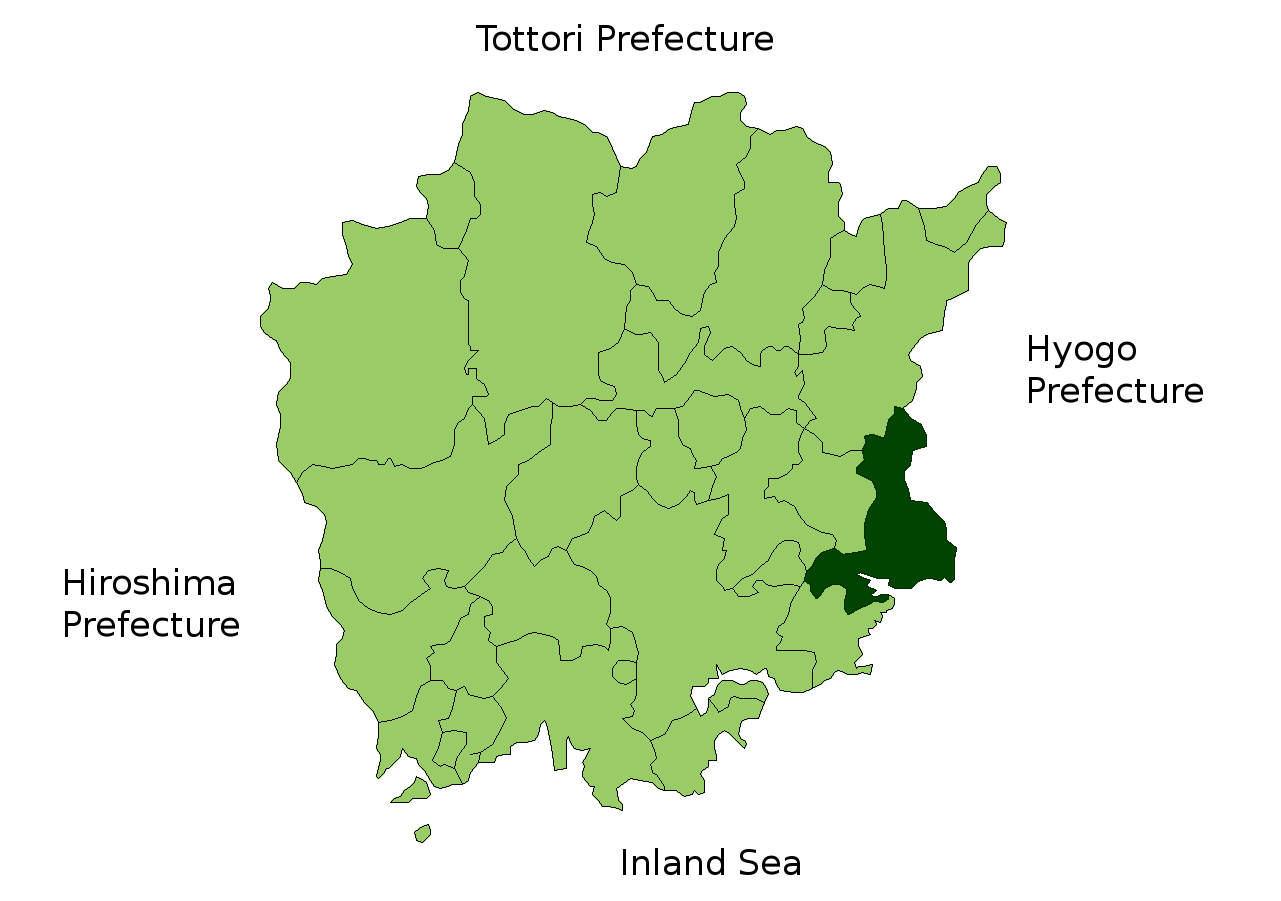
Map showing location of Bizen in Okayama Prefecture (as of 2006).

Bizen (備前市 -shi) é uma cidade japonesa localizada na província de Okayama.
Em 2003 a cidade tinha uma população estimada em 28 030 habitantes e uma densidade populacional de 209,71 h/km². Tem uma área total de 133,66 km².
Recebeu o estatuto de cidade a 1 de Abril de 1971.
A cidade é particularmente conhecida pela sua cerâmica Bizen-yaki.